# Leioscyta costata
Leioscyta costata är en insektsart som beskrevs av Strümpel 1975. Leioscyta costata ingår i släktet Leioscyta och familjen hornstritar. Inga underarter finns listade i Catalogue of Life.